# کورکوریان بال‌سیاه
کورکوریان بال‌سیاه (به لاتین: Elaninae) یکی از چندین زیرتیرۀ پرنده شکاری کوچک و سبک با بال‌های بلند و نوک‌تیز است. 
برخی از مقامات این گروه را به عنوان یک زیرخانواده رسمی فهرست می‌کنند. به عنوان یک زیرخانواده، شش گونه در سه سرده وجود دارد که دو سرده از این سرده‌ها تک‌گونه هستند. دو گونه دیگر گاهی در این گروه گنجانده شده‌اند، اما تحقیقات ژنتیکی نشان داده است که آنها به زیرخانواده‌های مختلفی تعلق دارند.
کورکوریان بال‌سیاه دارای پراکندگی تقریباً در سراسر جهان هستند، با دو گونه بومی در قاره آمریکا، دو گونه در استرالیا، و یک گونه در آفریقا، در حالی که کورکور بال‌سیاه دامنه گسترده‌ای از اروپا و آفریقا در غرب تا جنوب شرق آسیا در شرق یافت می‌شود.

### در گذشته در زیرتیرۀ Elaninae
- سردهٔ Machaerhamphus یا Macheiramphus [note ۱] (زیرخانواده Harpiinae)
  - باز خفاشی، M. alcinus - Paleotropics (آفریقا، جنوب آسیا تا گینه نو)
- سردهٔ Elanoides (زیرخانواده Perninae)
  - کورکور دم‌پرستویی، Elanoides forficatus – قاره آمریکا